# Johnny Almond

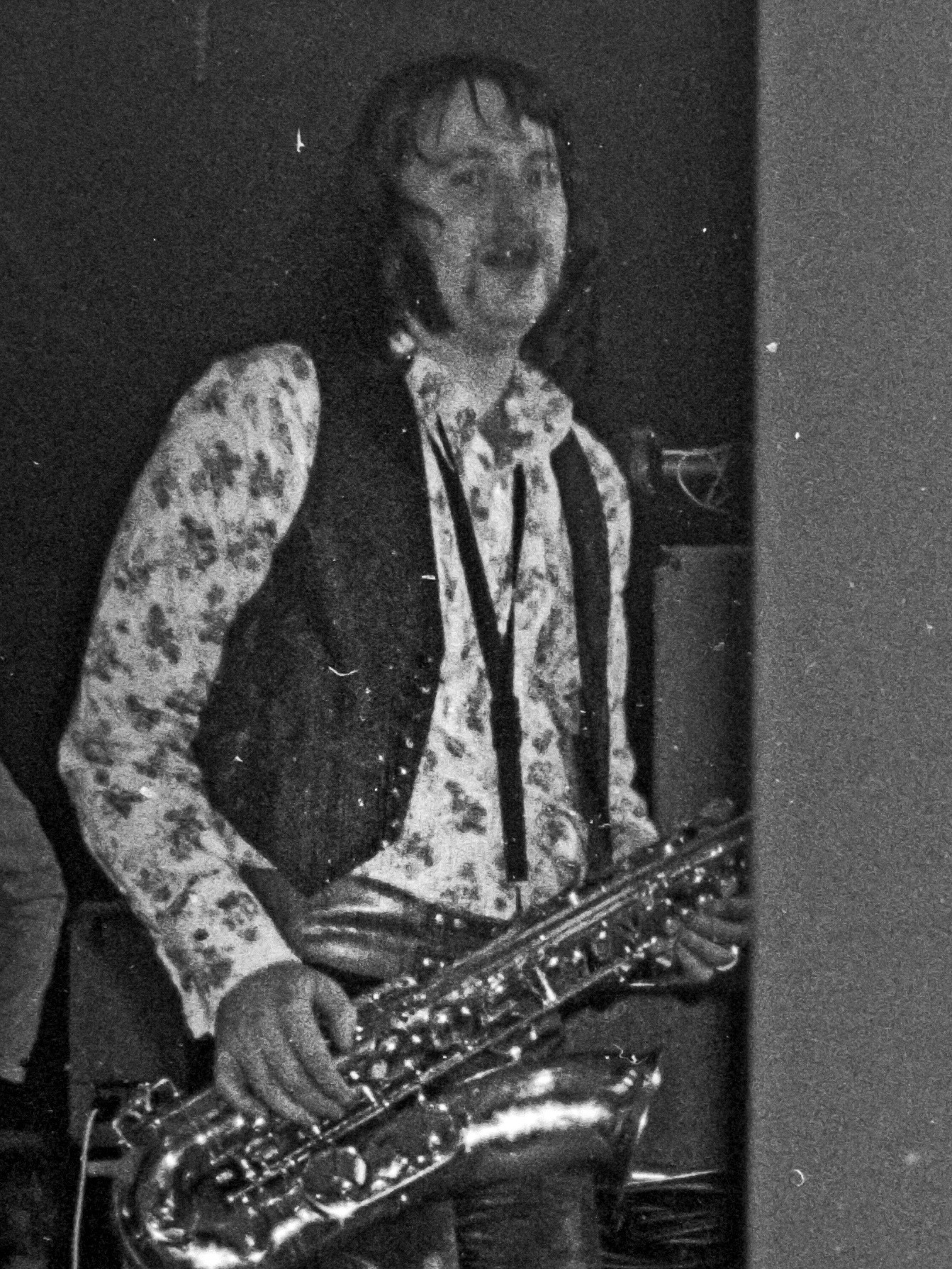
Johnny Almond, saxofonista británico 1970

Johnny Almond (Enfield, 20 de julio de 1946-Hayward (California), 18 de noviembre de 2009) fue un saxofonista británico, conocido por sus grabaciones con Alan Price Set, Fleetwood Mac, John Mayall o Mark-Almond.

## Biografía
Johnny Almond tocó en Zoot Money's Big Roll Band y en el Alan Price Set. Entre otros, trabajó como músico de sesión con Bluesbreakers de John Mayall, Chicken Shack y Fleetwood Mac.
En 1969, creó el Johnny Almond's Music Machine y grabó dos álbumes, Patent Pending y Hollywood Blues. En Patent Pending, Almond estaba acompañado por Geoff Condon, Alan White, Jimmy Crawford, Steve Hammond, Roger Sutton y Johnny Wiggins. En Hollywood Blues tocó con Curtis Amy, Hadley Caliman, Joe Harris, Charles Kynard, Ray Neapolitan, Joe Pass, Earl Palmer y Vi Redd.
Ese mismo año se unió a John Mayall con el que hizo una gira y grabó The Turning Point (1969) y Empty Rooms (1969). Allí conoció a Jon Mark con el que decidió crear el grupo Mark-Almond.
Los primeros dos álbumes de Mark-Almond (Mark-Almond (1971) y Mark-Almond II (1972)) fueron grabados por elsello discógrafico Blue Thumb de Bob Krasnow. En el primer álbum, «The Ghetto» recibió buenas críticas y desde el segundo «One Way Sunday» fue un éxito en los Estados Unidos y recibió difusión en emisoras de rock orientadas al álbum en Boston, Massachusetts en 1970. El grupo grabó dos álbumes para Columbia Records, Rising (1972) y el álbum en vivo Mark-Almond 73 (1973), momento en el que los miembros del grupo habían crecido a siete. El grupo se disolvería un año después.
Músicos notables que grabaron con Mark-Almond fueron los baterías Dannie Richmond y Billy Cobham, el violinista Greg Bloch, el tecladista Tommy Eyre o el bajista Roger Sutton. El grupo se uniría nuevamente con gracias a un contrato con el sello A&M Records en 1978 con el que publicaron el álbum Other Peoples Rooms, pero el disco no se vendió tan bien como los lanzamientos anteriores. Mark-Almond se disolvieron nuevamente a mediados de los 80 después de lanzar dos álbumes Tuesday in New York (1980) y The Last & Live (1981). En 1996, Mark-Almond se reunieron con la publicación de Night Music con el teclista Mike Nock, entre otros.
Almond vivía en el Área de la Bahía de San Francisco. De vez en cuando sorprendía a los dueños de bares locales, llegando con su saxofón para improvisar, algunos de los cuales fueron grabados como la interpretación de "Stormy Monday".

## Discografía
Músico de estudio
- Blues Breakers with Eric Clapton de John Mayall (1966)
- John Mayall's Blues Breakers: A Hard Road (1967)
- Chicken Shack: 40 Blue Fingers, Freshly Packed and Ready to Serve (1968)
- Fleetwood Mac: Mr. Wonderful (1968)
- Chicken Shack: O.K. Ken? (1969)
- John Mayall: Looking Back (1969)
- Martha Velez: Fiends and Angels (1969)
- John Mayall: Turning Point (1969)
- John Mayall: Empty Rooms (1970)
- Keef Hartley Band: Album – Overdog (1971)

En solitario
- Patent Pending (1969)
- Hollywood Blues (1970)

Como miembro de banda
- John Mayall: The Turning Point (1969)
- John Mayall: Empty Rooms (1969)

Mark-Almond
- Mark-Almond (1971)
- Mark-Almond II (1972)
- Rising (1972)
- 73 (1973)
- To the Heart (1976)
- Other Peoples Rooms (1978)
- Tuesday in New York (1980)
- Last & Live (1981)
- Night Music (1996)